# Карісьооді

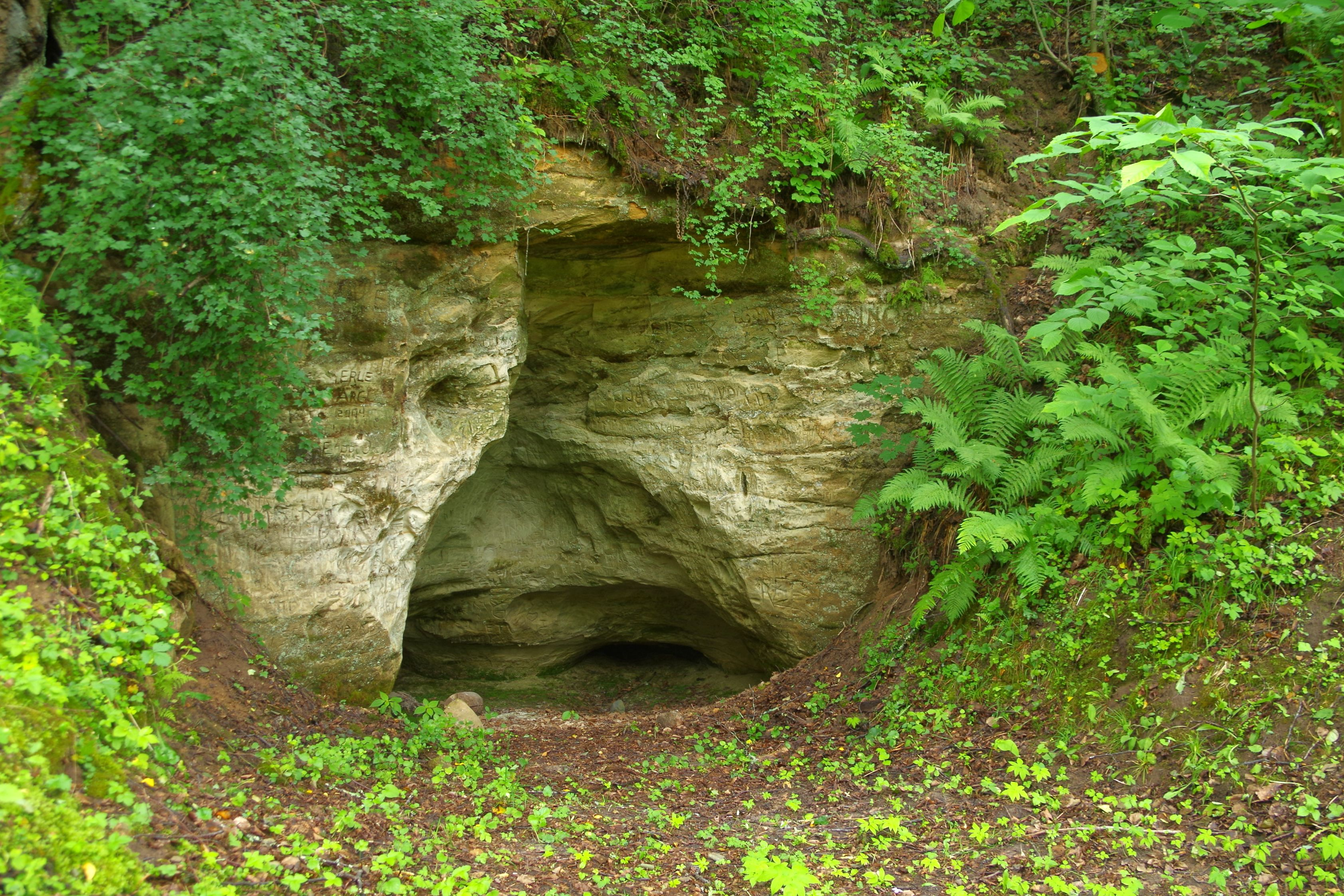
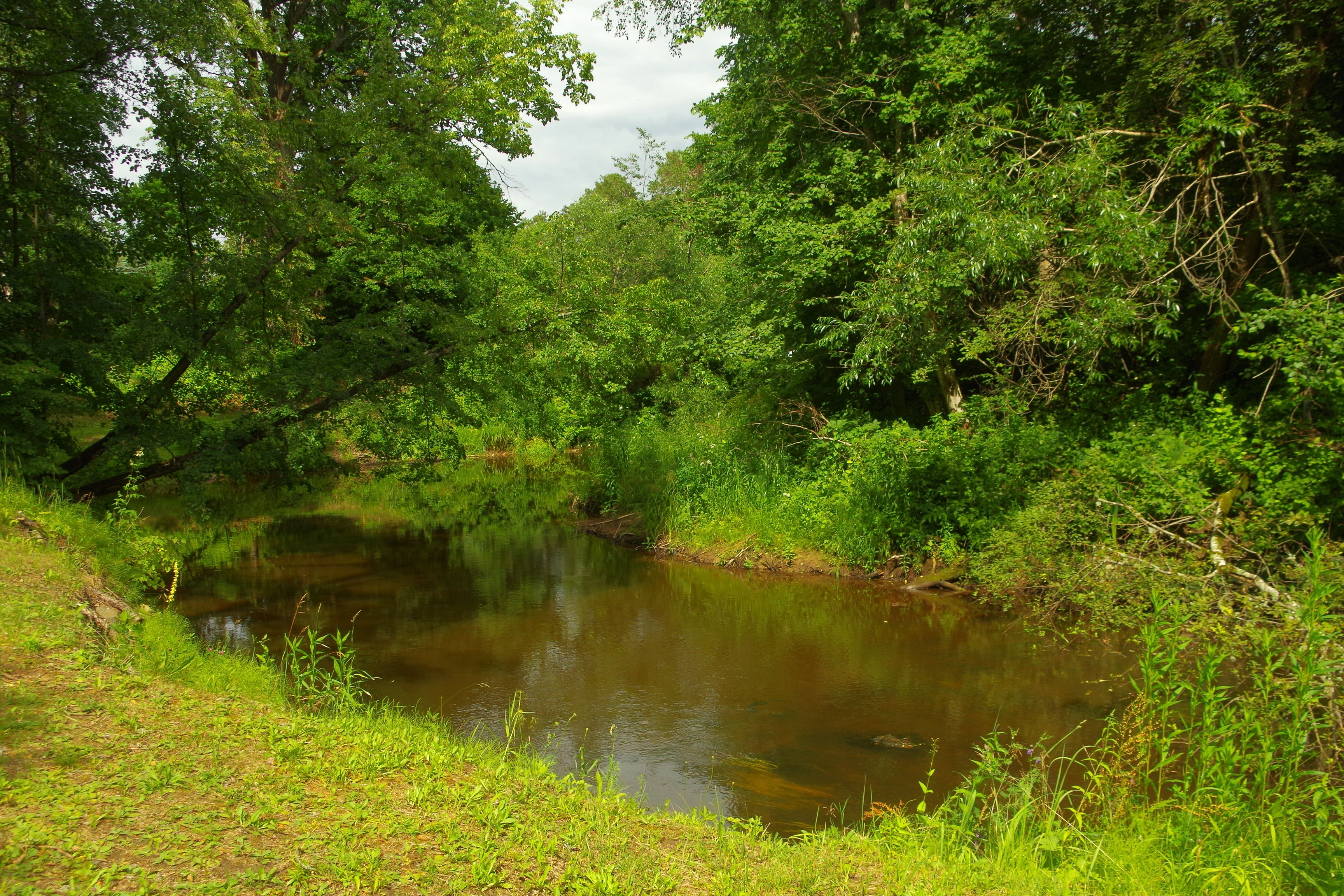

Карісьооді (ест. Karisöödi, виро Karissöödä) — село в Естонії, входить до складу волості Миністе, повіту Вирумаа.